# Durango (automobilismo)
Il Team Durango è stata una squadra italiana con sede a Mellaredo di Pianiga (VE). Ha partecipato ad alcune edizioni della 24 ore di Le Mans, Campionato mondiale sportprototipi, GP2 Series, GP2 Asia Series, Formula 3000, Formula Renault e Auto GP.

## La storia

### La Formula 3
Il team Durango nasce a metà degli anni ottanta nella Formula 3 italiana dove esordisce nel 1984 per poi procedere alla Formula 2 britannica nel 1991, anno che vede anche l'esordio a Le Mans e nel Mondiale Sport Prototipi.

### La F3000 Internazionale e l'Euroseries 3000
Nel 1993 la squadra raggiunge il Campionato Internazionale di Formula 3000 in cui sarà presente sino all'ultima edizione, continuando poi nella GP2 erede della serie a partire dal 2005. Contemporaneamente continua la partecipazione contemporanea ad altre competizioni, compresa la Formula Renault 2000.
Nella prima stagione non ottiene punti mentre nella seconda ottiene un sesto posto con Christian Pescatori nella gara di Pergusa. Sempre sul circuito siciliano ottiene nel 1995, il primo podio, sempre con Pescatori, che giunge terzo. Un terzo posto sarà ottenuto anche nel 1997, con Gareth Rees, a Jerez.
Nel 1988 viene ottenuta la prima vittoria, grazie al pilota francese Soheil Ayari, sull'A1-Ring. Dopo non aver partecipato nel 2000, rientra nel 2001, ottenendo anche un secondo posto con Jaime Melo a Interlagos. L'anno 2002 è un altro brasiliano, Rodrigo Sperafico, a vincere nella prima gara in Brasile e giungere secondo nella gara di Imola, portandosi, almeno temporaneamente, in cima alla classifica piloti.
Nel 2003 arriva Giorgio Pantano che vince due gare (Barcellona e Magny Cours), conquistando nelle medesime anche pole e gpv. Chiude terzo nella classifica piloti. Nel 2004, ultima stagione del campionato, la Durango, col francese Yannick Schroeder, conquista ancora un podio.
Nello stesso periodo, e fino al 2009, ha partecipato all'Euro Formula 3000, pur nelle sue diverse denominazioni. Il risultato migliore è stata la vittoria nel 2008 della serie denominata Campionato Italiano di F3000 col venezuelano Omar Leal

### La GP2

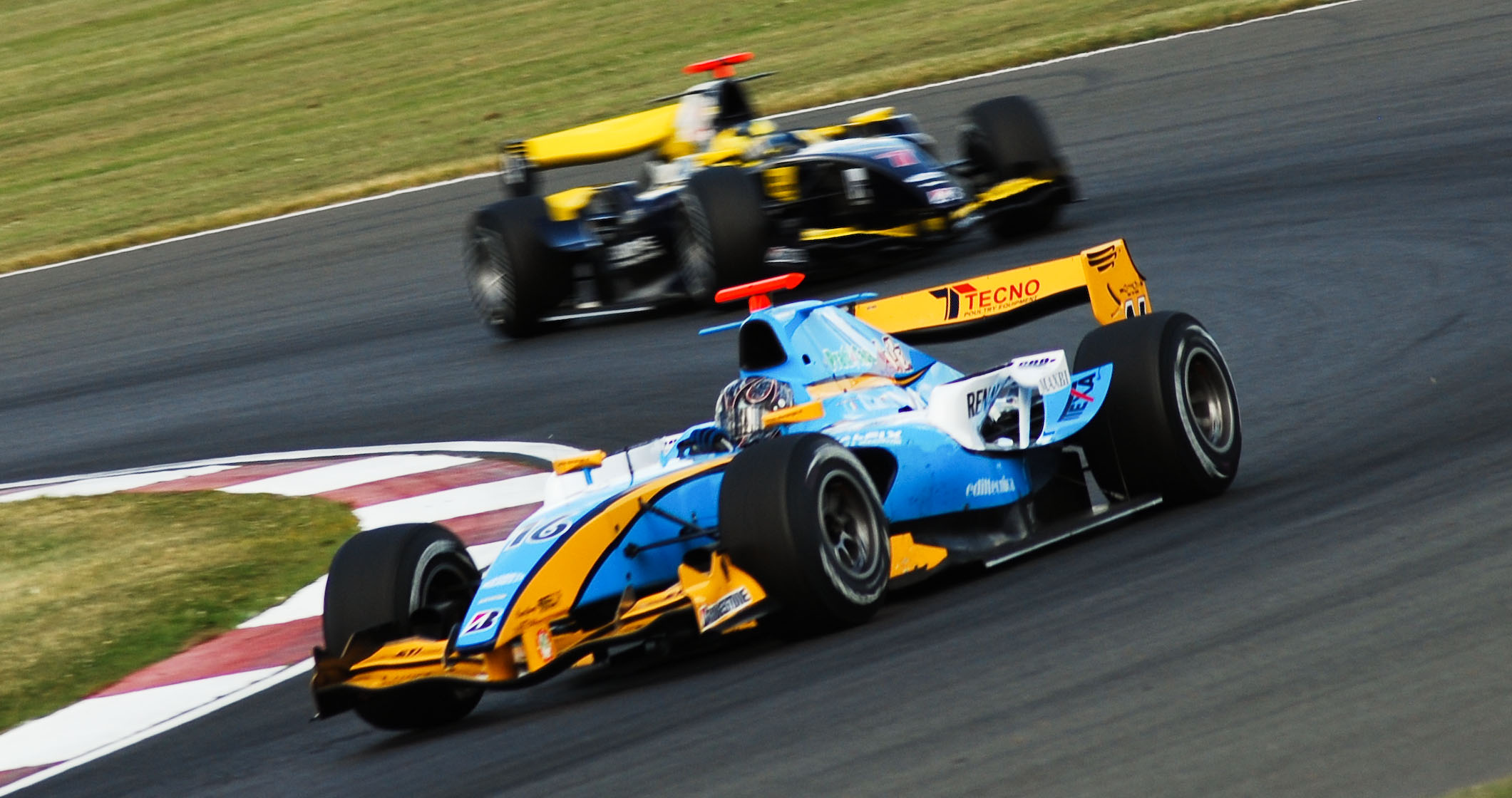
Davide Valsecchi guida la Durango nel Circuito di Silverstone nel 2008.

Nella prima stagione del nuovo campionato, il 2005, i piloti per la GP2 sono stati Clivio Piccione e Gianmaria Bruni, già pilota della Minardi in Formula 1 che ha sostituito a stagione in corso Ferdinando Monfardini. Nel campionato il team giunge undicesimo in classifica generale, con una vittoria (gara lunga al Nürburgring) e un giro veloce, fatti segnare da Piccione, e una pole di Bruni, a Spa.
Nel 2006 i piloti sono stati il brasiliano Lucas Di Grassi e lo spagnolo Sergio Hernández, mentre l'anno seguente è stato il turno di Borja García e Karun Chandhok, che si è anche aggiudicato una gara (gara sprint a Spa). Nella stagione la scuderia ha ottenuto la miglior classifica della sua storia nel campionato con l'ottavo posto.
L'anno dopo è stato il turno di Davide Valsecchi (sostituito in alcune prove da Marcello Puglisi e Ben Hanley) e Alberto Valerio. Valsecchi si è imposto nell'ultima gara della stagione, la sprint di Monza. il team ha anche partecipato alla prima stagione della GP2 Asia, sempre con Valsecchi e Valerio. Partecipazione riproposta anche nella stagione seguente, sempre con Valsecchi, vincitore a Shanghai nella gara sprint, assieme a Carlos Iaconelli, poi sostituito da Michael Dalle Stelle. In questa stagione la Durango chiude quinta nel campionato, grazie ad altri tre podi, tutti di Valsecchi, che chiude quarto nella classifica piloti.
Nel 2009 a Valsecchi è stato avvicinato Nelson Panciatici, poi Stefano Coletti. Valsecchi ottiene il terzo posto nella gara lunga in Turchia. Problemi finanziari hanno costretto la scuderia a rinunciare alle ultime gare della GP2 2009, alla GP2 Asia Series 2009-2010, oltre che alla stagione 2010 della GP2.
Parteciperà comunque alla prima stagione del neonato campionato Auto GP, sorto dalla ceneri dell'Euroseries 3000.

### Il possibile approdo alla F1
Nel 1995 la scuderia annunciò la sua volontà di entrare in Formula 1 dalla stagione 1997. Il tentativo però non ebbe esito positivo.
La scuderia ha reso noto nell'aprile 2010 di aver inviato alla FIA la richiesta per poter partecipare al Campionato mondiale di Formula 1 2011. La Federazione, l'8 settembre 2010, ha deciso di non selezionare nessun nuovo team.

## Procedimenti giudiziari
Nel mese di ottobre del 2011 i fondatori Ivone Pinton ed Enrico Magro patteggiano una pena di un anno e due mesi ciascuno per frode fiscale, a seguito del fallimento di Automotive Durango srl.

## Risultati

### GP2 Series e Formula 3000
| GP2 Series risultati | GP2 Series risultati | GP2 Series risultati   | GP2 Series risultati | GP2 Series risultati | GP2 Series risultati | GP2 Series risultati | GP2 Series risultati | GP2 Series risultati | GP2 Series risultati |
| Anno                 | Vettura              | Piloti                 | Gare                 | Vittorie             | Poles                | Giri veloci          | Punti                | D.C.                 | T.C.                 |
| -------------------- | -------------------- | ---------------------- | -------------------- | -------------------- | -------------------- | -------------------- | -------------------- | -------------------- | -------------------- |
| 2005                 | Dallara-Mecachrome   | Clivio Piccione        | 23                   | 1                    | 1*                   | 1                    | 14                   | 15º                  | 11º                  |
| 2005                 | Dallara-Mecachrome   | Ferdinando Monfardini† | 17                   | 0                    | 0                    | 0                    | 5                    | 17º                  | 11º                  |
| 2005                 | Dallara-Mecachrome   | Gianmaria Bruni†       | 4                    | 0                    | 1                    | 0                    | 35                   | 10º                  | 11º                  |
| 2006                 | Dallara-Mecachrome   | Lucas Di Grassi        | 21                   | 0                    | 0                    | 1                    | 8                    | 18º                  | 13º                  |
| 2006                 | Dallara-Mecachrome   | Sergio Hernández       | 21                   | 0                    | 1*                   | 0                    | 1                    | 23º                  | 13º                  |
| 2007                 | Dallara-Mecachrome   | Borja García           | 21                   | 0                    | 1*                   | 0                    | 28                   | 10º                  | 8º                   |
| 2007                 | Dallara-Mecachrome   | Karun Chandhok         | 21                   | 1                    | 1*                   | 2                    | 16                   | 15tº                 | 8º                   |
| 2008                 | Dallara-Mecachrome   | Davide Valsecchi       | 16                   | 1                    | 1*                   | 0                    | 11                   | 15º                  | 11º                  |
| 2008                 | Dallara-Mecachrome   | Marcello Puglisi       | 2                    | 0                    | 0                    | 0                    | 0                    | 33º                  | 11º                  |
| 2008                 | Dallara-Mecachrome   | Ben Hanley†            | 2                    | 0                    | 0                    | 0                    | 0                    | 24º                  | 11º                  |
| 2008                 | Dallara-Mecachrome   | Alberto Valerio        | 20                   | 0                    | 0                    | 0                    | 0                    | 26º                  | 11º                  |

| International Formula 3000 Championship risultati | International Formula 3000 Championship risultati | International Formula 3000 Championship risultati | International Formula 3000 Championship risultati | International Formula 3000 Championship risultati | International Formula 3000 Championship risultati | International Formula 3000 Championship risultati | International Formula 3000 Championship risultati | International Formula 3000 Championship risultati | International Formula 3000 Championship risultati |
| Anno                                              | Vettura                                           | Piloti                                            | Gare                                              | Vittorie                                          | Poles                                             | Giri veloci                                       | Punti                                             | D.C.                                              | T.C.                                              |
| ------------------------------------------------- | ------------------------------------------------- | ------------------------------------------------- | ------------------------------------------------- | ------------------------------------------------- | ------------------------------------------------- | ------------------------------------------------- | ------------------------------------------------- | ------------------------------------------------- | ------------------------------------------------- |
| 2001                                              | Lola T99/50-Zytek                                 | Gabriele Lancieri                                 | 12                                                | 0                                                 | 0                                                 | 0                                                 | 0                                                 | NC                                                | 10º                                               |
| 2001                                              | Lola T99/50-Zytek                                 | Jaime Melo                                        | 9                                                 | 0                                                 | 1                                                 | 0                                                 | 8                                                 | 12º                                               | 10º                                               |
| 2001                                              | Lola T99/50-Zytek                                 | Antonio García†                                   | 3                                                 | 0                                                 | 0                                                 | 0                                                 | 0                                                 | NC                                                | 10º                                               |
| 2002                                              | Lola B2/50-Zytek                                  | Alexander Müller†                                 | 5                                                 | 0                                                 | 0                                                 | 0                                                 | 0                                                 | NC                                                | 7º                                                |
| 2002                                              | Lola B2/50-Zytek                                  | Derek Hill                                        | 7                                                 | 0                                                 | 0                                                 | 0                                                 | 0                                                 | NC                                                | 7º                                                |
| 2002                                              | Lola B2/50-Zytek                                  | Rodrigo Sperafico                                 | 12                                                | 1                                                 | 0                                                 | 0                                                 | 20                                                | 6º                                                | 7º                                                |
| 2004                                              | Lola B2/50-Zytek                                  | Yannick Schroeder                                 | 8                                                 | 0                                                 | 0                                                 | 0                                                 | 13                                                | 9º                                                | 7º                                                |
| 2004                                              | Lola B2/50-Zytek                                  | Matteo Meneghello                                 | 1                                                 | 0                                                 | 0                                                 | 0                                                 | 0                                                 | NC                                                | 7º                                                |
| 2004                                              | Lola B2/50-Zytek                                  | Michele Rugolo                                    | 1                                                 | 0                                                 | 0                                                 | 0                                                 | 0                                                 | NC                                                | 7º                                                |
| 2004                                              | Lola B2/50-Zytek                                  | Rodrigo Ribeiro                                   | 4                                                 | 0                                                 | 0                                                 | 0                                                 | 1                                                 | 17º                                               | 7º                                                |
| 2004                                              | Lola B2/50-Zytek                                  | Ernesto Viso                                      | 6                                                 | 0                                                 | 0                                                 | 0                                                 | 7                                                 | 12º                                               | 7º                                                |

Dopo la fine del FIA Formula 3000 championship Durango partecipa in altre serie di Formula 3000.
- L'asterisco indica una pole e che ha finito ottavo in Gara 1.
- † Questi piloti hanno guidato anche per altri team durante la stagione e i loro piazzamenti sono inclusi nei risultati.
- D.C. = Posizione della classifica piloti, T.C. = Posizione della classifica team.

### Auto GP
| 2010 | Lola-Zytek | Giuseppe Cipriani    | 0  | 26º | 5º |
| 2010 | Lola-Zytek | Carlos Iaconelli     | 24 | 7º  | 5º |
| 2010 | Lola-Zytek | Giuseppe De Pasquale | -  | NC  | 5º |
| 2011 | Lola-Zytek | Giovanni Venturini   | 76 | 9º  | 7º |
| 2011 | Lola-Zytek | Giuseppe Cipriani    | 2  | 20º | 7º |

### Sports car
| 24 Ore di Le Mans risultati | 24 Ore di Le Mans risultati | 24 Ore di Le Mans risultati | 24 Ore di Le Mans risultati | 24 Ore di Le Mans risultati    | 24 Ore di Le Mans risultati                       | 24 Ore di Le Mans risultati | 24 Ore di Le Mans risultati | 24 Ore di Le Mans risultati | 24 Ore di Le Mans risultati | 24 Ore di Le Mans risultati |
| Anno                        | Classe                      | No                          | Gomme                       | Vettura                        | Piloti                                            | Pole                        | Giro veloce                 | Giri                        | Pos.                        | Pos. di classe              |
| --------------------------- | --------------------------- | --------------------------- | --------------------------- | ------------------------------ | ------------------------------------------------- | --------------------------- | --------------------------- | --------------------------- | --------------------------- | --------------------------- |
| 2003                        | LMP900                      | 19                          | D                           | Durango LMP1 Judd GV4 4.0L V10 | Sylvain Boulay Michele Rugolo Jean-Bernard Bouvet | no                          | no                          | 277                         | 25º                         | 9º                          |

| Serie                 | Anno | Piloti                       | Vettura    | Note                                      |
| --------------------- | ---- | ---------------------------- | ---------- | ----------------------------------------- |
| Formula 3000 italiana | 2005 |                              | Lola-Zytek | Come partner della Fisichella Motor Sport |
| Euroseries 3000       | 2006 |                              | Lola-Zytek | Come partner della Fisichella Motor Sport |
| Euroseries 3000       | 2007 | Omar Julian Leal, Luiz Razia | Lola-Zytek |                                           |